# Condado de St. Joseph (Indiana)
O Condado de St. Joseph (em inglês:  St. Joseph County) é um dos 92 condados do estado americano de Indiana. A sede e maior cidade do condado é South Bend. Foi fundado em 1830.
O condado possui uma área de 1 195 km², dos quais 1 186 km² estão cobertos por terra e 9 km² por água, uma população de 266 931 habitantes, e uma densidade populacional de 225,1 hab/km² (segundo o censo nacional de 2010). É o quinto condado mais populoso de Indiana.